# Aziatische Winterspelen 2003
De vijfde Aziatische Winterspelen werden gehouden van 1 februari 2003 tot 8 februari 2003, in Aomori, Japan.
De officiële opening in de Aoi-mori Arena werd verricht door Naruhito van Japan, de atleteneed werd verricht door Kiminobu Kimura. De Olympische fakkel werd ontstoken door Kayoko Fukushi.

## Sporten
| - Alpineskiën - Biatlon - Curling - Freestyleskiën - IJshockey | - Kunstschaatsen - Langlaufen - Schaatsen (zie Schaatsen op de Aziatische Winterspelen 2003) - Schansspringen - Shorttrack |

- Snowboarden was een demonstratiesport

## Deelnemende landen
| - Bangladesh - Bhutan - China - Chinees Taipei - Filipijnen - Hongkong - India - Iran - Japan - Kazachstan - Kirgizië - Koeweit - Libanon - Macau - Maleisië | - Mongolië - Nepal - Noord-Korea - Oezbekistan - Oost-Timor - Pakistan - Qatar - Singapore - Sri Lanka - Tadzjikistan - Turkmenistan - Thailand - Vietnam - Zuid-Korea |

## Medaillespiegel
| Medaillespiegel |             |      |        |        |        |
| Rang            | Land        | Gold | Silver | Bronze | Totaal |
| 1               | Japan       | 24   | 23     | 20     | 67     |
| 2               | Zuid-Korea  | 10   | 8      | 10     | 28     |
| 3               | China       | 9    | 11     | 13     | 33     |
| 4               | Kazachstan  | 7    | 7      | 6      | 20     |
| 5               | Libanon     | 1    | 1      | 0      | 2      |
| 6               | Noord-Korea | 0    | 1      | 1      | 2      |
| 7               | Oezbekistan | 0    | 0      | 1      | 1      |
| Totaal          |             | 51   | 51     | 51     | 153    |

1986 · 
1990 · 
1996 · 
1999 · 
2003 · 
2007 · 
2011 · 
2017 · 
2025 · 
2029